# The Lightning Strike
The Lightning Strike is een nummer van de alternatieve rockgroep Snow Patrol. Het staat als elfde en laatste nummer op het vijfde studioalbum A Hundred Million Suns, dat in oktober 2008 werd uitgebracht. De songtekst is geschreven door leadzanger Gary Lightbody en de instrumentatie is door de volledige band in elkaar gezet. Het nummer bestaat uit drie delen, die samen zestien minuten en achttien seconden klokken. Het nummer is daarmee het langste nummer dat de band ooit maakte.

## Achtergrondinformatie
Lightbody vertelde in een interview met The Daily Telegraph dat het nummer werd gemaakt nadat hij terechtkwam in een hevige storm op een avond in Glasgow. "Ik was best bang, een windkracht van 241 kilometers per uur, bomen die neervielen. Maar toen we buiten het huis kwamen, was het ook best beangstigend. Er was een huilende wind maar het voelde als een stilte, alsof onze zintuigen te overweldigd waren om alles wat rondom ons gebeurde waar te nemen. Dus ontstond de opname uit dat gevoel, dat twee mensen een beschermend schild om zich heen hebben. Ik zeg niet dat er geen duisternis is, maar het ontstaat meer uit factoren van buitenaf dan van binnen. Misschien barsten beangstigende dingen ook op een of andere manier van schoonheid. De wereld kan erg verrassend zijn.
In augustus 2008 sprak de zanger over het nummer nadat de tracklist van het album geplaatst was op de officiële website van de band. Hij zei dat het laatste nummer een duur van zestien minuten had en het langste door de band gemaakte nummer is. In een interview met RTÉ, ging hij verder en verklaarde dat het nummer uit drie delen bestond, maar zo goed samen pasten dat de band voelde dat ze op één plek hoorden. Tegen The Sun zei hij opnieuw dat het om drie aparte nummers ging en het onmogelijk om een groot nummer kon gaan omdat hij daartoe vanwege zijn concentratievermogen niet in staat was. Elk nummer leek het ander beter te verklaren en omdat zij ook rond dezelfde tijd waren geschreven, vond de band het beter om het in een groot geheel te plaatsten. Bovendien was het een ongebruikelijke manier om de nummers te presenteren.

## Opname en productie
The Lightning Strike bestaat uit drie nummers: What If This Storm Ends?, The Sunlight Through the Flags en Daybreak. De eerste deel is opgenomen in de Olympic Studios in Londen en bevat een brasskoor. Het tweede gedeelte is aan de westkust van Ierland in elkaar gezet. De finale is opgenomen in de Hasta Tonstudios in Berlijn, waar onder andere David Bowie's "Heroes" en U2's Achtung Baby zijn opgenomen. Lightbody zei over Daybreak dat de locatie een serieus invloed heeft gehad op het nummer. "Daybreak heeft die hypnotiserende Krautrockgevoel en heroïsche gitaren die over de top gaan" en voelde als een goed eind van het album.
Producer Jacknife Lee kwam met het idee om op te nemen in de Hansa Studios. De band wilde het nummer per se als afsluiter van het album, waardoor ze een gevoel creëren waarbij de luisteraar zich afvraagt wat er op volgt en meer wil. Het nummer groeide doordat de band zich zelf muzikaal probeerde te ontwikkelen. Gitarist Nathan Connolly zei dat het nummer zal groeien als men het steeds vaker luistert.

## Live
"One night during an electrical storm
last winter in Glasgow we penned
these pieces of music whilst constructing
the new album A Hundred Million Suns

We decided to connect these three
songs together and give them one name.

Ladies and gentlemen we give you...

The Lightning Strike"

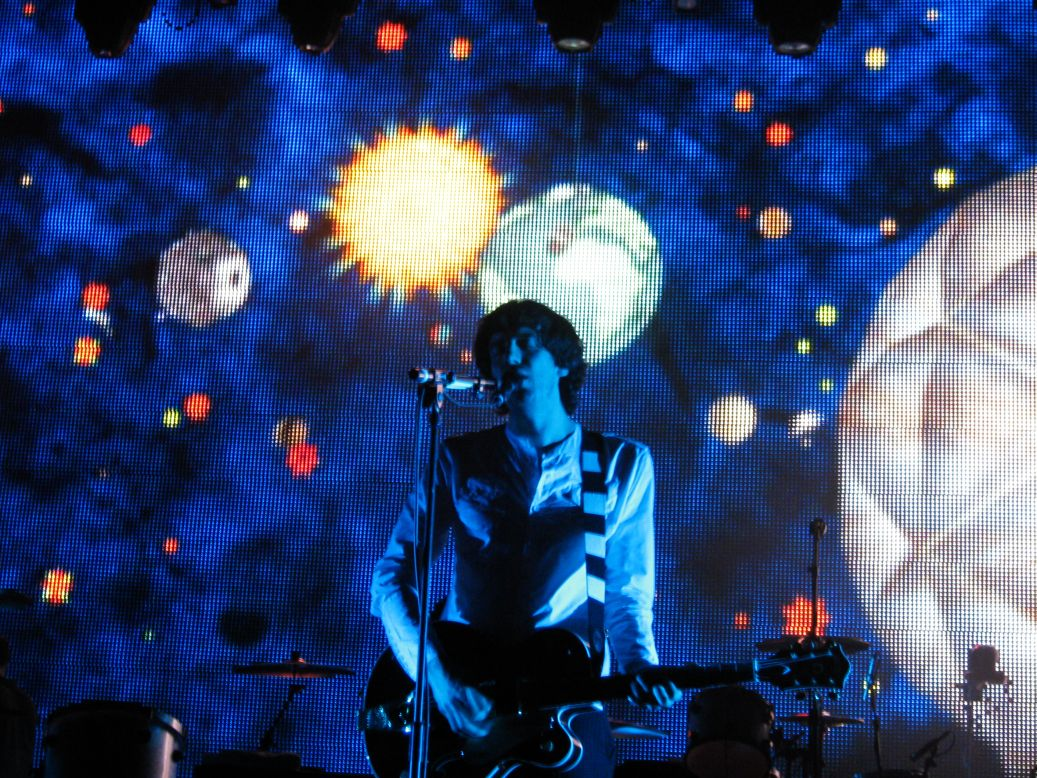
Zanger Gary Lightbody die het nummer met Snow Patrol tijdens de Taking Back the Cities Tour uitvoert met op de achtergrond het universum.

The Lightning Strike bevat een uitgebreide live-uitvoering, waarbij de band het nummer voor een groot projectiescherm speelt, waarop een speciaal gemaakte video gelijktijdig wordt afgespeeld. Het idee voor de video werd bedacht door Gary Lightbody. Snow Patrol's videoregisseur Blue Leach werkte samen met productiebedrijf Atticus Finch bij het creëren van de video. Het achterliggende idee kwam tevens van Lightbody. Hij wilde de wereld vertegenwoordigen als origami. Dit concept is bij het gehele album aanwezig. Zowel de albumcover als de singlecovers bestaan uit origami gevouwen sterren. Finch vroeg Undabo Studios medewerking bij "het helpen ontwikkelen van een origamistijl van modelleren en texturiseren". Het thema van de video's maakt gebruik van een kleurrijke visuele taal, de geboorte en de ontwikkeling van een ster, een spiraalvormige Melkweg en zijn miljoenen onderdelen die soepel in elkaar overvloeien. De vorming van de ruimte, vogels, geanimeerde raketten, satellieten, vissen, paradijzen, oceanen, boten, steden, landschappen, regenbogen, auto's en planeten en nog vele andere visuele indrukkenworden worden weergeven en ook is er een 'CGI-origami', waar de bandleden zelf optreden in origamifiguren.
De video werd gemaakt met behulp van Autodesk Softimage en was ongeveer drie maanden in de maak. Het bestaat uit 24.000 frames van animatie en wordt tijdens de live-optredens in de eerste zes minuten gespeeld van een 60 × 40 m projectiescherm, waarna de beelden worden verplaatst naar de LED-schermen die achter de band zijn opgehangen. Regisseur Blue Leach won in 2009 de TPi Award voor zijn werk aan de video en dat vanwege zijn rol als videoregisseur tijdens de tour van Snow Patrol. De video wordt in haar geheel vrijgegeven op de bonusdvd van het compilatiealbum Up to Now uit 2009.
Tijdens de Taking Back the Cities Tour werd meestal alleen What If This Storm Ends? in de encore gespeeld. Het ruim minuten durende stuk maakte haar debuut tijdens de UK & Ireland Arena Tour, waar het regelmatig werd gespeeld. Het nummer werd tijdens de Europese tour ook niet overal gespeeld, maar wel op Pinkpop 2009, wat de eerste professioneel geschoten filmopname was. Het nummer werd niet gespeeld tijdens de tours met Coldplay en U2. Het nummer wordt in een live-uitvoering ter beschikking worden gesteld als gratis download op de Reworked Tour in november en december 2009.

## Ontvangst
Het nummer werd gemengd ontvangen. Spin noemde het "een aaneensluiting van drie, donkerdere en meer getexturiseerde nummer [dan de andere nummers op het album] in een dramatisch geheel". Rolling Stone was heel positief over het nummer en zei dat de band zich hiermee onderscheidt van het post-Coldplay pakket met een flair voor arrangement dat de grandeur van zestien minuten epen als The Lightning Strike bijna rechtvaardigt". Ook PopMatters was positief. Recencist Ross Langager noemde het nummer "een 16-minuten durende, uit drie bewegingen bestaande hemelse metafoor van opera grootsheid en overweldigende schoonheid." Hij ging verder door te zeggen dat het "met elkaar verbonden [is] door gelijkende synthesizergrondslagen van geleidelijk toenemende warmte en helderheid, vordert het cyclusnummer van zilveromringde donkere wolken naar stukjes dageraad voordat eindelijk het einde op een heerlijke, zonovergoten ochtend. Maar zelfs wanneer zij worden geconfronteerd met een dergelijke onverbiddelijke proces van optimisme, tempert Lightbody het ontstaan van het licht: "Slowly the day breaks/Apart in our hands". Andy Gill van The Independent had gemengde gevoelens over het nummer. Hij zei dat het nummer was een poging om de stijl van de band te verbreden. Hij noemde het ambitieus en voelde dat "de integratie van minimalistische technieken, de glockenspiel, de aanwezigheid van de brass en shoegazey gitaartexturen het nummer "lang" maakte. Hij maakte vergelijkingen met Coldplay en noemde de band "in zichzelf gekeerd ', maar vond dat Snow Patrol draaglijker is. Joshua Love van Pitchfork gaf het nummer een negatieve recensie en schreef dat de band ernaartoe streefde naar meer serieus worden genomen door het rijgen van drie zware, te lange nummers, en noemde het resultaat een zestien minuten durende op zich staande epos The Lightning Strike. Hij schreef verder dat de band niet genoeg getalenteerd was om recht te doen aan deze nieuwere, meer kunstzinnige ambities."
De kritische ontvangst van de live-uitvoering is in het algemeen goed tot gemengd en de band wordt vooral geprezen om hun keus het nummer in haar geheel te spelen. Contactmusic.com recenseerde het nummer op 7 maart 2009 tijdens een concert in de Londense M.E.N. Arena. Hoewel het nummer "ambitieus vanuit ieders normen" werd genoemd en de animatie als "indrukwekkend" werd beoordeeld, voelde de website dat het nummer niet de beste keuze was voor een encore. Paul Rowland van WalesOnline schreef een recensie van het optreden van de volgende dag op Cardiff International Arena. Hij prees het nummeren noemde het een "uit drie bewegingen bestaand epos".

## Tracklist
"The Lightning Strike" — 16:18
1. "What If This Storm Ends?" — 05:10
2. "The Sunlight Through the Flags" — 04:17
3. "Daybreak" — 06:51

## Medewerkers
Snow Patrol
- Gary Lightbody: vocalen, gitaar, achtergrondzang, schrijver
- Nathan Connolly: gitaar, achtergrondzang
- Paul Wilson: basgitaar, achtergrondzang
- Jonny Quinn: drums, percussie
- Tom Simpson: keyboards

Overig
- Jacknife Lee – producer, mixer
- Cenzo Townshend – mixer
- John Davis: mastering
- Sam Bell: engineer
- Karen Helleher: assistent engineer
- Owen Lewis: assistent engineer
- Ilse Tilmann: assistent engineer

Koor
- Brasskoor
  - Brassarrangement: Avshalom Caspi
  - Brassbegeleiding: Hilary Skewes
- Koor
  - Koor: Exmoor Singers of London
  - Koorregie: James Jarvis
- Hoorns: Evgeny Chubykin, Jocelyn Lightfoot, Kira Doherty, Philip Eastop, Richard Bayliss, Timothy Brown
- Opname: Mo Hausler, Phil Rose

Orkest
- Trombone: Colin Sheen, Dan Jenkins
- Bastrombone : David Stewart, Ian Fasham
- Trompet: Guy Barker, John Barclay, Mark Law, Pat White
- Tuba: James Anderson, Stephen Wick[21]

Video
- Undabo Studios
  - Doug Kennedy: regisseur, key creative, animatie, compositie
  - Simon Brown: key creative, animatie, modellering
  - Chris Whittle: modellering
  - Ed Olive: extra modellering
  - Nick Hales: extra modellering, karakteranimatie
  - Chris Millsy: karakteranimatie
  - Darren Cullis: additional character rigging
  - Hearl Hutchinson": extra karakter tuigage
- Atticus Finch
  - Chris Richmond: creative regisseur
  - Jim Waters: producent
- Splinter Films
  - Blue Leach: regisseur
  - Emer Patten: producent